# Toccio the Angel
Toccio the Angel (TOCCIO THE ANGELてんしのトッチオ?, TOCCIO THE ANGEL tenshi no Totchio) è un manga scritto e disegnato da Akira Toriyama, pubblicato nel 2003.
Il libro è stato scritto e disegnato per un pubblico di bambini, è di formato molto grande ed è composto da 56 pagine interamente a colori.

## Trama
Il grasso e amorevole angelo guardiano Toccio ama tanto giocare, ma detesta assolutamente lo studio. Il capo del Paradiso però si è stufato del comportamento di Toccio e gli ordina di scendere sulla Terra ad aiutare le persone, se non vuole perdere il suo posto in cielo. Giunto sulla Terra, Toccio stringe amicizia con un gruppo di animali, aiutandoli con i suoi magici poteri.

## Stile
La trama ricorda quella del precedente lavoro Hyowtam, mentre il personaggio di Toccio richiama d'aspetto quello di Majin Bu in Dragon Ball.